# ساینتیفیک آمریکن

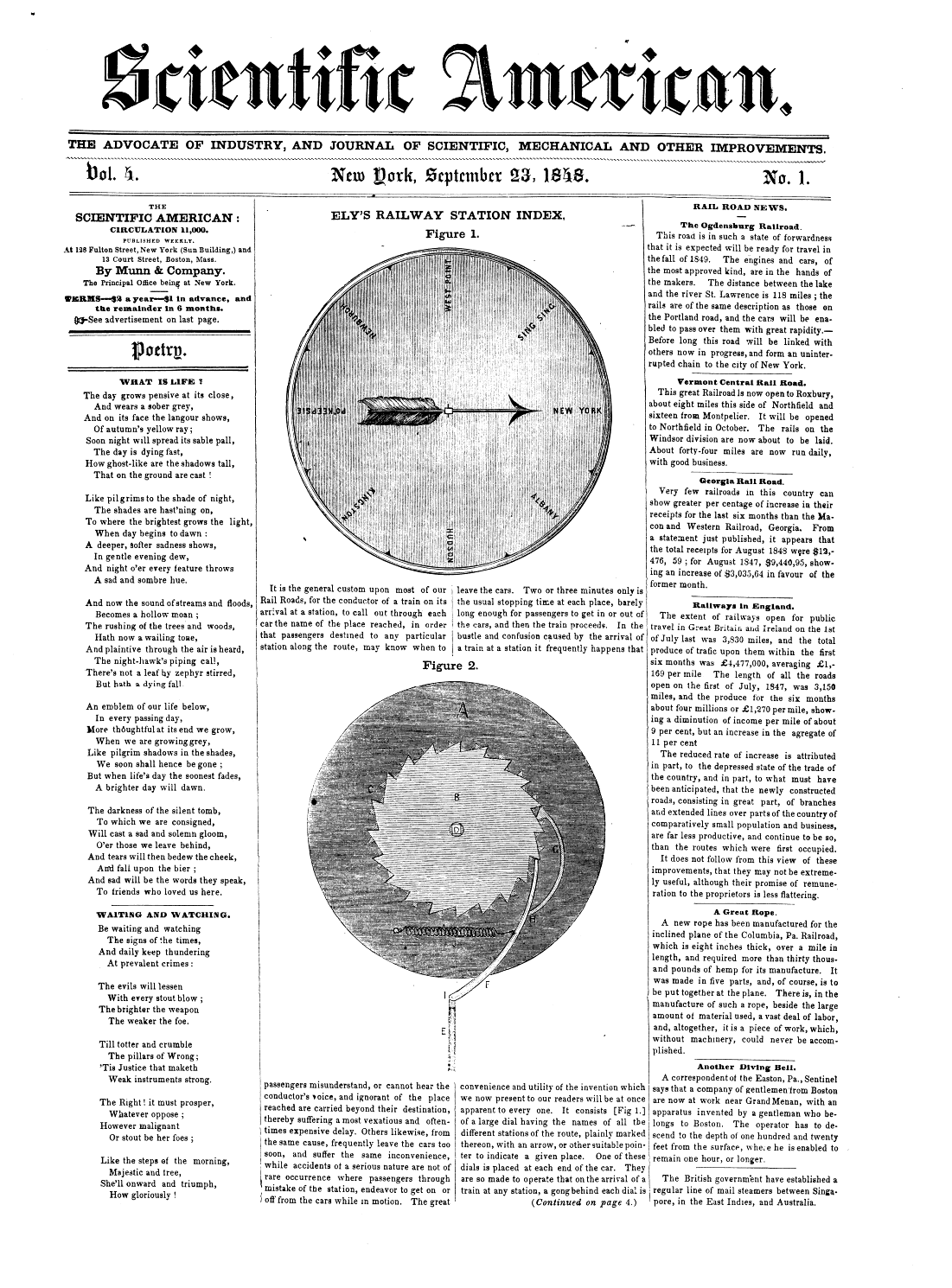
شماره‌ای از سال ۱۸۴۸

ساینتیفیک آمریکن (به انگلیسی: Scientific American) تأسیس ۱۸۴۵، نام یک نشریه ماهانهٔ علمی آمریکایی است.
این نشریه برای سطوح عمومی و به منظور خبررسانی از جدیدترین نوآوریها، نظریات و کشفیات و دستاورد های علمی نوشته می‌شود.